# Alocodon
Alocodon is een geslacht van plantenetende ornithischische dinosauriërs dat tijdens het middelste Jura leefde in het gebied van het huidige Portugal.

## Naamgeving
De typesoort Alocodon kuehnei is in 1975 benoemd en beschreven door Richard Anthony Thulborn. De geslachtsnaam is afgeleid van het Klassiek Griekse alox, "groeve", en ὀδών, odoon, "tand". De soortaanduiding eert de Duitse paleontoloog Georg Kühne.

## Vondsten
Het fossiel, holotype LPFU P X 2, werd begin jaren zeventig gevonden bij Pedrógão, Beira Litoral, in mergellagen uit het Callovien, ongeveer 163 miljoen jaar oud. Het bestaat uit een enkele tand met verticale groeven. Er is nog een aantal andere tanden opgegraven; in 1999 werd het totaal gemeld als 158.

## Fylogenie
Thulborn wees Alocodon toe aan de Fabrosauridae en meende zelfs dat het een directe afstammeling was van Fabrosaurus australis. Peter Galton concludeerde echter in 1991 dat het een lid was van de Hypsilophodontidae. David Norman en Paul Sereno zagen de soort daarentegen als een nomen dubium waarvan weinig meer gezegd kon worden dan dat het een ornithischiër betrof. Verschillende Zuid-Amerikaanse onderzoekers dachten eind 20e, begin 21e eeuw dat om een soort uit de Thyreophora zou gaan aangezien de tanden een cingulum, verdikte rand aan de basis, missen en ook een karteling ontbreekt.